# Francesc Macià i Llussà
Francesc Macià i Llussà (Vilanova i la Geltrú, el Garraf, 21 de setembre de 1859 – Barcelona, 25 de desembre de 1933), conegut popularment com l'Avi, fou un militar, polític independentista català, 122è president de la Generalitat de Catalunya. El 14 d'abril de 1931, després de les eleccions municipals espanyoles d'aquell any, proclamà la República Catalana com a estat integrant de la Federació Ibèrica.
Políticament, va virar d'un inicial regeneracionisme d'Espanya a la defensa de la República Catalana.

## Biografia

### Joventut i etapa a l'exèrcit
Fill de Joan Macià i Artigas i Maria Llussà Segarra, va néixer el 21 de setembre de 1859 a la Rambla de Sant Josep de Vilanova i la Geltrú. Francesc Macià va ser el segon de set fills i va passar la seva infantesa a Vilanova. El seu pare es dedicava al comerç de l'oli de les Borges Blanques, negoci que va gestionar fins al 1881, un any abans de morir.
Poc després que son pare morís, tenint ell 16 anys, va ingressar a l'Acadèmia militar de Guadalajara per unir-se al cos d'enginyers de l'Exèrcit espanyol, especialitzant-se en ponts, ferrocarrils i telègrafs. En aquell període va sol·licitar ser traslladat a Cuba però va ser traslladat diversos cops a Barcelona, Madrid o Sevilla, període en què va anar ascendint de telegrafista fins a capità. Com a oficial de l'exèrcit espanyol, va posicionar-se a favor de la seva modernització.
El 1887 el van destinar a Lleida, on conegué a la que un any després seria la seva esposa, Eugènia Lamarca filla d'Agapit Lamarca i Quintana, amb qui va tenir tres fills: Joan, Josefina i Maria. A l'exèrcit espanyol, Macià va arribar a assolir el rang de tinent coronel.
Els seus estudis d'enginyer li permeteren compatibilitzar l'activitat militar amb alguns treballs d'enginyeria civil. L'any 1894, l'ajuntament de la seva ciutat natal, Vilanova i la Geltrú, li va encarregar un projecte de clavegueram integral de la ciutat. La seva visió innovadora sobre les tècniques d'enginyeria aplicades a la construcció, el va animar a adquirir el 1893 els drets d'explotació de la patent del formigó armat del francès Joseph Monier, i va fer la primera construcció que es coneix a tot l'estat espanyol amb aquest nou material, un dipòsit d'abastiment d'aigua de 1000 m³ al municipi de Puigverd de Lleida.

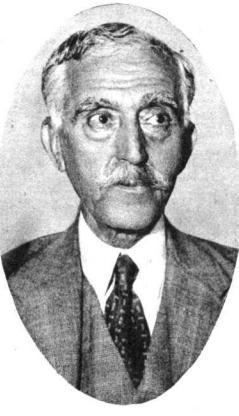
Francesc Macià fotografiat l'any 1931 per Mundo Gráfico.

El 25 de novembre de 1905 militars espanyols, en represàlia a una vinyeta gràfica de la revista d'humor setmanal ¡Cu-Cut!, ataquen i destrueixen la redacció de la revista, que era també la del diari La Veu de Catalunya, en una acció coneguda com a fets del ¡Cu-Cut!. El Govern respongué creant una Llei de jurisdiccions de repressió dels delictes contra la pàtria i contra l'exèrcit, fet que provocà que diversos grups polítics s'unissin per formar Solidaritat Catalana. Macià es va posicionar públicament contra l'acció dels militars. Arran d'això els seus responsables el van traslladar a Cantàbria.

### Presa de consciència catalanista
Es presenta com a diputat de Solidaritat Catalana a les eleccions del 21 d'abril de 1907 per Barcelona i les Borges Blanques, d'on era originària la seva família. La rotunda victòria d'aquesta formació (41 dels 44 diputats de Catalunya) l'agafa a la població càntabra de Santoña, on l'exèrcit l'havia apartat. És en aquest moment que abandona l'Exèrcit. Tornarà a ser reelegit diputat el 1914, 1916, 1918, 1919, 1920 i 1923. Des del Congrés a les Corts espanyoles, va defensar inicialment la regeneració d'Espanya, encara que les polítiques empreses pels governs de la Restauració borbònica va portar-lo a ser partidari del republicanisme.
El 1919 va fundar la Federació Democràtica Nacionalista, que proposava una solució federal o confederal per a Espanya. En la seva extensa trajectòria política va protagonitzar l'organització, l'any 1922, d'un moviment destinat a agrupar el catalanisme radical, l'Estat Català.

### Accions contra el Regne d'Espanya
El setembre de 1923, amb el cop d'estat de Primo de Rivera, Macià s'exilià, juntament amb el periodista Antoni Puch i Ferrer com a secretari, a Perpinyà, des d'on marxarien a París. A principis del 1924, Macià va instal·lar les oficines de l'estat major d'Estat Català al carrer de Charles Duflos de Bois-Colombes, als afores de París, juntament amb Josep Bordas de la Cuesta, Ernest Dalmau, Antoni Puch i Ferrer, i més tard, Ventura Gassol i Josep Carner i Ribalta.
El 23 del juliol de 1925, el Butlletí de l'Estat Català anuncià l'emissió d'un emprèstit per a recaptar 8.750.000 pessetes, i dins a l'11 de gener de 1927 s'havien recollit, entre 3,5 i 4 milions de pessetes, enviats pels catalans residents a Amèrica. L'octubre de 1925 va marxar cap a Moscou, on va entrevistar-se amb alts càrrecs de la III Internacional, amb Andreu Nin com a intèrpret, però no van arribar a cap compromís concret.

#### Els Fets de Prats de Molló

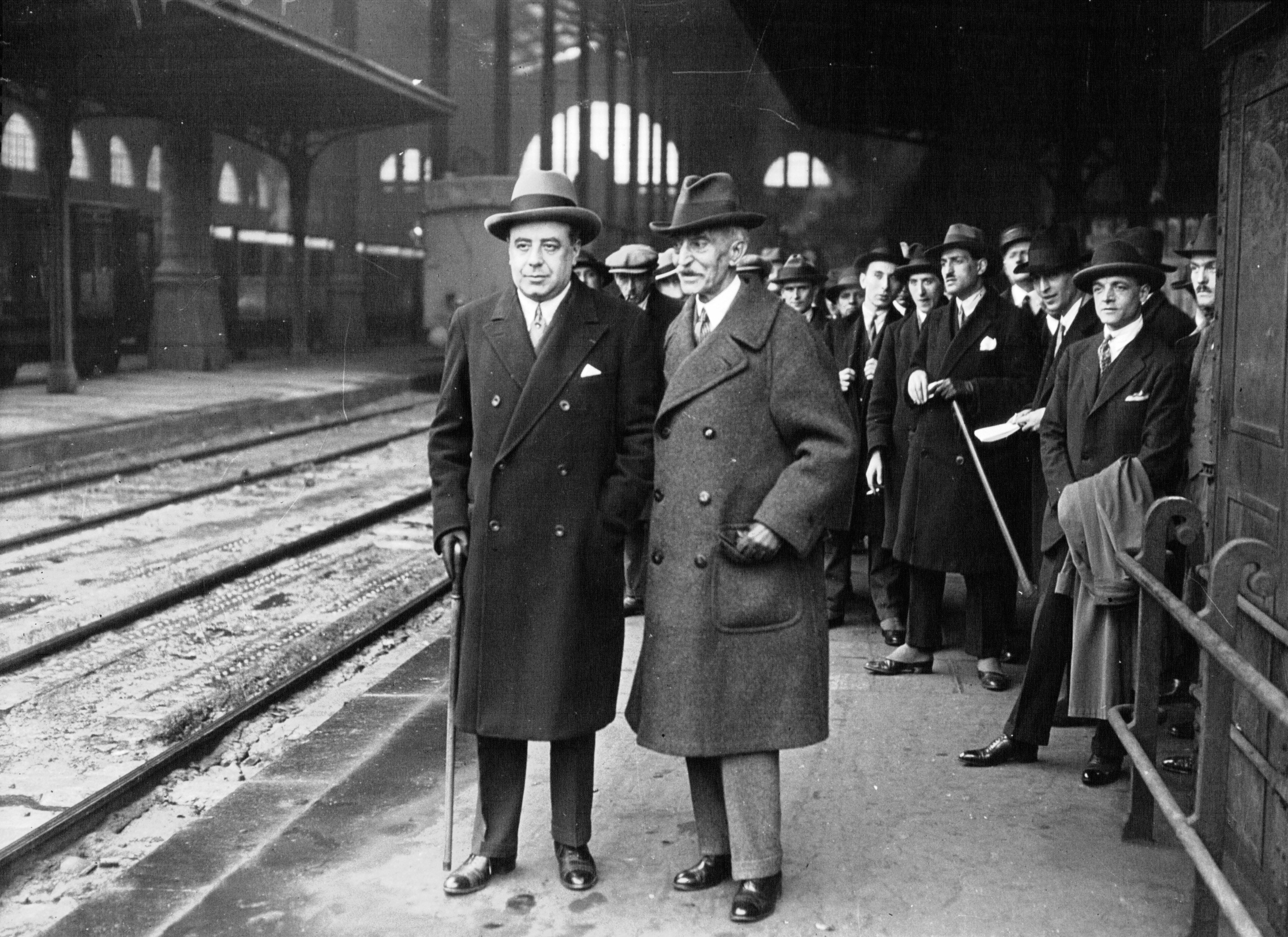
Francesc Macià, amb l'advocat Henri Torrès a punt d'anar-se'n de París

El 1926 va intentar una acció armada contra la dictadura de Miguel Primo de Rivera, des de Prats de Molló, a la Catalunya Nord (els Fets de Prats de Molló). Entre 50 i 100 mercenaris italians, provinents en la seva majoria de la legió garibaldina que lluità a la legió estrangera francesa durant la Primera Guerra Mundial i exiliats a França van ser contractats per Macià per portar a terme l'acció. Aquest intent d'insurrecció armada d'Estat Català va ser avortat per la Gendarmeria francesa però va fer que Macià guanyés molta popularitat a Catalunya. La gendarmeria va poder avortar la situació gràcies a l'ajut de Ricciotti Garibaldi, espia de la Itàlia Feixista i net de Giuseppe Garibaldi. Ambdós foren empresonats i jutjats a París.
Exiliat novament, visqué a Bèlgica i a l'Argentina. Més tard, a l'Havana, i amb la col·laboració de Conangla i Fontanilles, fundà el Partit Separatista Revolucionari de Catalunya del qual en fou president i aprovà la constitució d'una futura República Catalana entre setembre i octubre del 1928.
Caiguda la dictadura del general Primo de Rivera, Macià retornà a Catalunya finalment el 22 de febrer de 1931 i, amb Estat Català, s'incorporà a Esquerra Republicana de Catalunya, dins de la qual la seva organització gaudiria d'autonomia interna.

### Proclamació de la República Catalana
El 14 d'abril de 1931, després de les eleccions municipals espanyoles de 1931 que van donar la majoria al seu partit, Esquerra Republicana de Catalunya, Macià es presentà a la presidència de la Diputació de Barcelona per a prendre possessió. El president de la Diputació, Joan Maluquer, li respongué «només li cediré el palau per la força» i Macià, posant-li la mà sobre l'espatlla, va dir «Consideri-ho un acte de força». Macià, des del balcó del Palau de la Generalitat de Catalunya, proclamà «la República Catalana dins d'una federació de repúbliques ibèriques» en compliment del Pacte de Sant Sebastià (1930), just hores abans que Niceto Alcalá-Zamora proclamés la república des de Madrid.

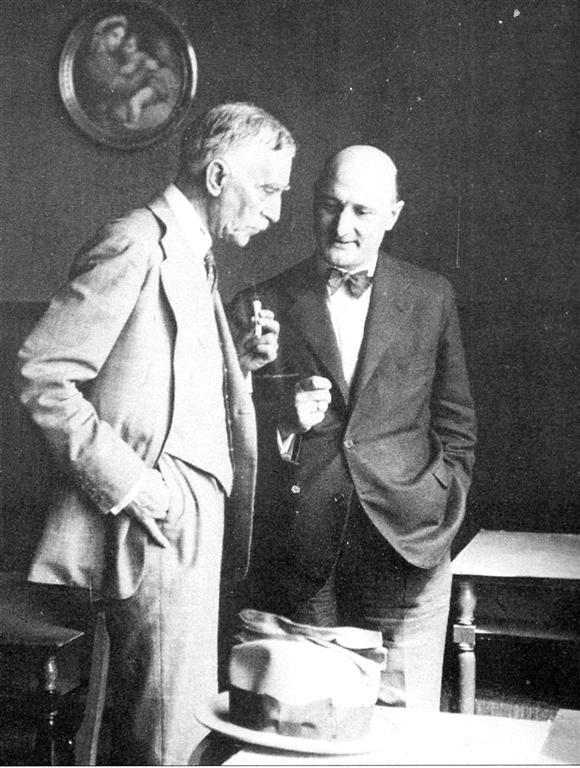
Francesc Macià amb Manuel Ainaud i Sánchez, a la dreta, l'any 1932

Aquesta declaració de Macià preocupà el govern provisional de la república, que envià en avió a Barcelona, el dia 17 d'abril, els ministres Fernando de los Ríos, Marcel·lí Domingo i Lluís Nicolau d'Olwer. Després de tenses converses, s'arribà a l'acord que el consell format a Barcelona actués com a govern de la Generalitat de Catalunya. La recuperació d'un nom històric en el qual ningú no havia pensat abans permet resoldre el conflicte i obre el camí a una nova forma d'autonomia catalana.
El govern provisional català tenia com una de les seves missions principals impulsar la redacció d'un estatut d'autonomia, i fou designada a tal efecte una ponència que, reunida a Núria, ultimà el seu avantprojecte el dia 20 de juny de 1931. El text fou sotmès a consulta dels ajuntaments catalans, que s'hi pronunciaren a favor, i del cos electoral de Catalunya, amb un resultat també aclaparador. La definició de Catalunya com a estat autònom dintre la Segona República Espanyola i la imatge d'aquesta com a federació voluntària de pobles s'avançava al procés constituent espanyol, que havia de ser la tasca del parlament que sorgiria de les eleccions generals a celebrar el 28 de juny del mateix any. De fet, la Constitució de la Segona República espanyola, aprovada el 9 de desembre de 1931, no establí un Estat federal sinó un «estado integral compatible con la autonomía de municipios y regiones». Calgué, en conseqüència, adaptar l'Estatut de Núria, que, un cop reformat, fou promulgat el 15 de setembre de 1932 sense sotmetre'l de nou al plebiscit dels catalans.
Macià va ser president del govern provisional de la Generalitat des del 28 d'abril de 1931 (posterior a l'efímer govern de la República Catalana del 14 d'abril). A les primeres eleccions, després de l'aprovació de l'estatut, va ser elegit president i formà el primer govern de la Generalitat estatutària des del 14 de desembre de 1932 fins a la seva mort, el 1933.
Cal recordar que aquesta proclamació d'un estat català tenia ja el precedent de Baldomer Lostau i Prats, qui també l'havia proclamat el 1873 durant les convulsions del Sexenni Revolucionari.

### Mort

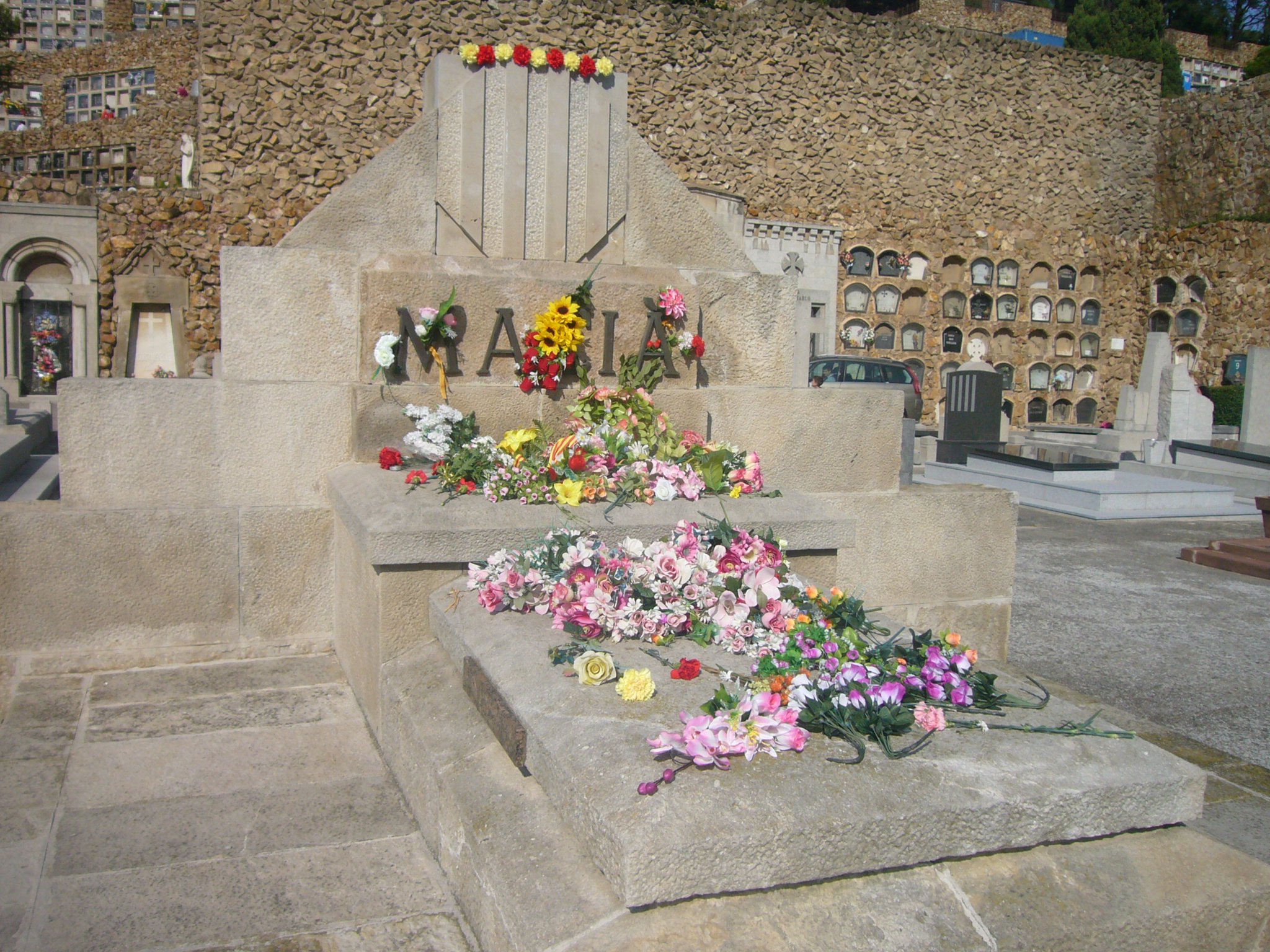
Tomba de Francesc Macià a la plaça de la Fe, al cementiri de Montjuïc

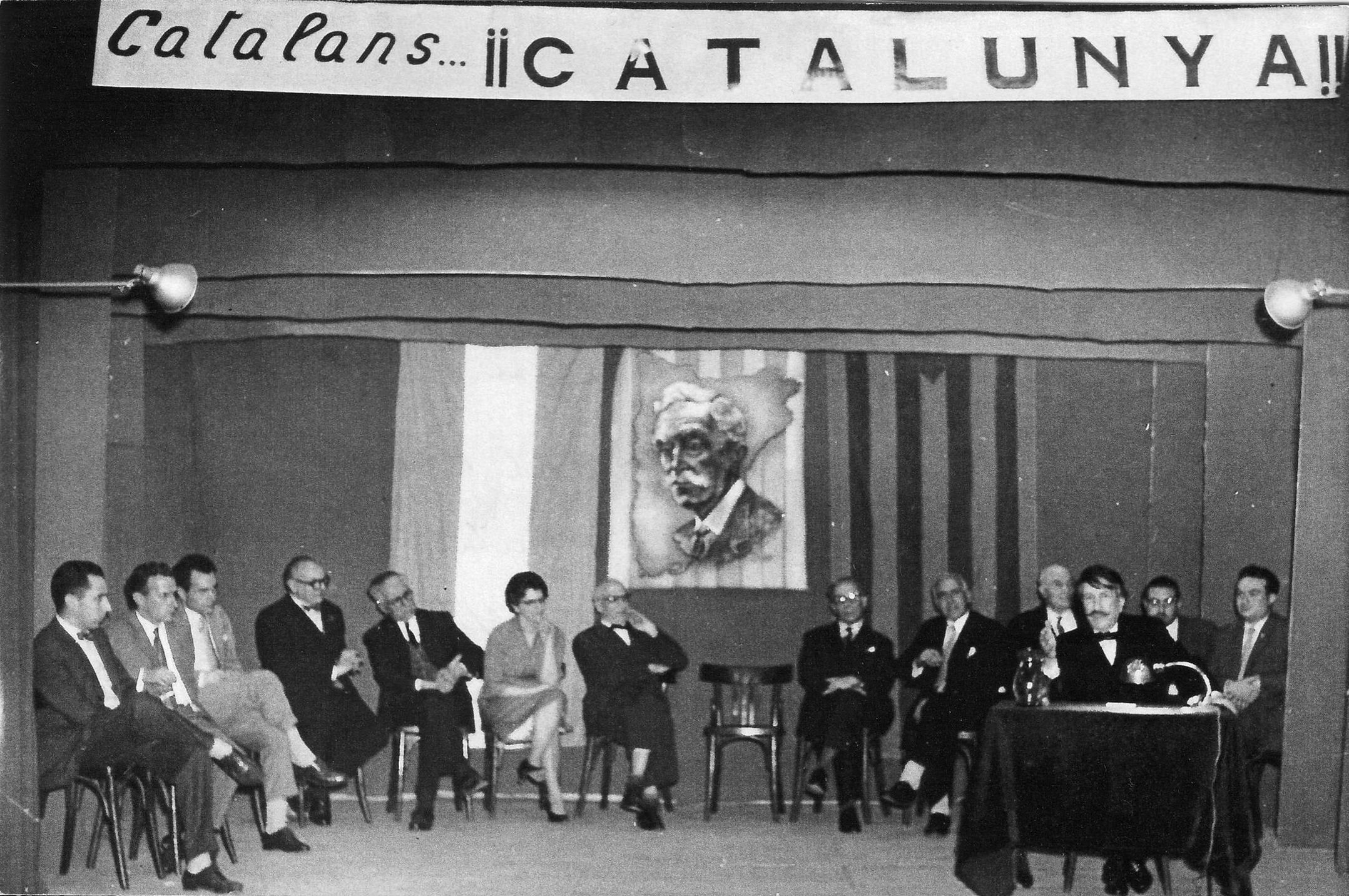
Homenatge a Francesc Macià a Buenos Aires l'any 1959.

Francesc Macià, l'Avi, com l'anomenava el poble, morí d'apendicitis el 25 de desembre de 1933. El seu enterrament va provocar una manifestació de dol multitudinària, similar a la de la mort d'Enric Prat de la Riba. Centenars de milers de persones van atendre el funeral; segons The New York Times hi van assistir fins un milió d'assistents. Les seves restes reposen a la plaça de la Fe, al cementiri de Montjuïc.

## Obres d'enginyeria
Durant més de 30 anys, Francesc Macià va exercir d'enginyer sent un fructífer tècnic que importaria noves tecnologies i dissenyaria importants infraestructures. Entre les seves aportacions destaca la introducció del formigó armat a Catalunya durant el canvi de segle, tasca que quedaria eclipsada per la seva trajectòria política.
A finals del segle xix, les dificultats pressupostàries de mantenir un cos professional feia que sovint els enginyers de l'exèrcit espanyol participessin en projectes d'obra civil. Aquest era el cas de Francesc Macià, a l'expedient militar del qual consta una gran quantitat de permisos i llicències que coincideixen amb presentacions de projectes o viatges comercials a França.
El primer projecte important on va participar Macià va ser l'aixecament topogràfic del plànol de Lleida, l'any 1887. L'any següent participaria en la instal·lació d'un sistema de telegrafia òptica a la Seu d'Urgell. El 1889 col·laboraria a la construcció del pavelló d'oficials a la caserna de la Seu i també prendria part en un projecte de construcció d'una carretera de Sort a Esterri d'Àneu. El 1891 plantejaria el projecte de fortificació de Tortosa i el 1892 proposaria la col·locació d'armament i fortificacions per defensar el Ferrocarril del Noguera Pallaresa.
L'octubre de 1892, l'enginyer francès Joseph Monier va fer un estand a Barcelona durant l'Exposició Nacional d'Indústries Artístiques. Monier va patentar el primer sistema constructiu amb formigó armat a l'Estat espanyol l'any 1884 i probablement Macià va contactar amb ell durant aquesta exposició. L'any següent es constituiria l'empresa Sociedad Batlle, Macià y Cia. adquirint els drets d'explotació de les patents de Monier per a Espanya i les seves colònies. La societat, formada per Fortunat Batlle, Enric Morelló, Francesc Macià i el mateix Joseph Monier, en dos anys va executar més de 50 obres d'enginyeria a diferents localitats de Catalunya, Saragossa, Almeria, Madrid i Múrcia.
Simultàniament a la creació de la seva empresa, Macià col·laboraria el 1893 en la construcció de l'abastament d'aigua potable a les Borges Blanques. El 1894, juntament amb el seu germà Antoni, Macià també va patentar un sistema propi de construcció anomenat Sistema Macià, molt semblant al de Monier, per tenir una alternativa legal en determinats projectes. I el 1895 continuaria la seva activitat redactant el projecte de carretera de la Seu d'Urgell a Andorra.
L'èxit de la seva empresa va fer que necessitessin fer una ampliació de capital, i l'agost de 1885 van dissoldre l'antiga societat i en van fundar una de nova afegint Eugènia Lamarca, esposa de Macià, i l'enginyer Teodosio Lecanda. El nom de la nova societat seria Lecanda, Macià y Cia. i just un any després Lecanda moriria, fent que Macià i Morelló i Batlle n'assumissin la gerència. La companyia va agafar volada i arreu de l'Estat espanyol va construir ponts prefabricats, safareigs, tubs, clavegueres, dipòsits d'aigua, vi, alcohol o oli... Tot i això, Macià continuaria participant a d'altres projectes com el del clavegueram de Vilanova i la Geltrú l'any 1896, la construcció de la carretera d'Esterri a Vielha per la Bonaigua el 1897 o la redacció del projecte de clavegueram de Reus el 1901.
Les dificultats per controlar les activitats de l'empresa, ja que Macià estava destinat gairebé permanentment a la Comandància de Lleida, va fer que l'any 1898 es vengués el dret d'explotació de la patent de Monier a l'empresa Claudio Durán, Sociedad en Comandita, del reconegut arquitecte Claudi Duran i Ventosa. Tot i això, Macià va prosseguir desenvolupant projectes com la planimetria de la delimitació territorial amb Andorra i França i la construcció de la carretera de Bellmunt del Priorat al Molar, l'any 1903, o la reforma i modernització del penal de Santoña el 1907.
De mica en mica, Claudi Duran monopolitzaria el control sobre la societat al mateix temps que Macià incrementava la seva activitat política. L'any 1907, Macià va esdevenir diputat a les Corts espanyoles i va abandonar definitivament l'activitat empresarial i d'enginyeria per dedicar-se plenament a la política. Així, el 1908 es va crear l'empresa Sucesora Anónima Claudio Duran, Construcciones Monier, i Macià ja no hi figurava com a accionista ni soci.

## Fons

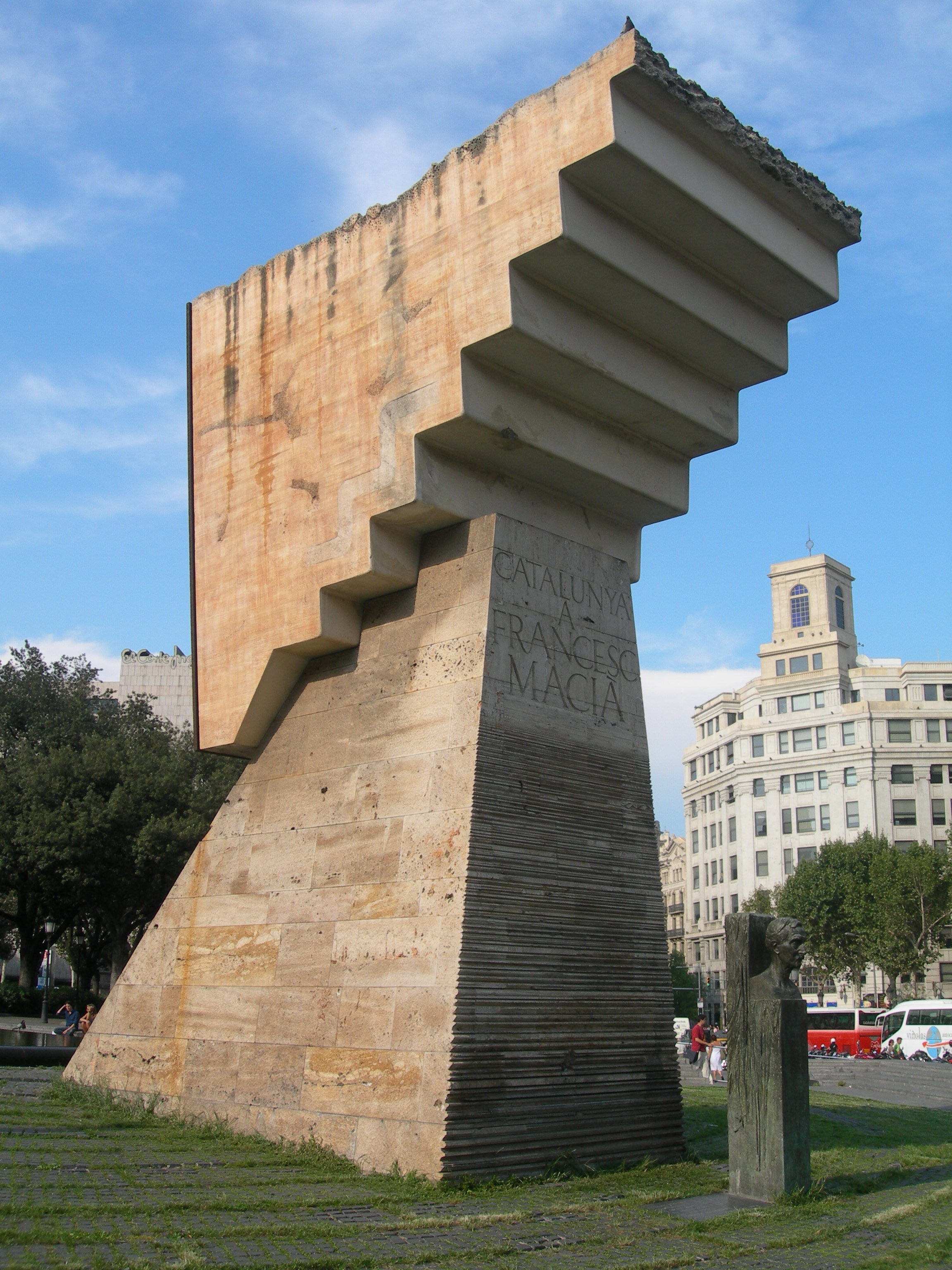
Monument a Francesc Macià a la Plaça Catalunya de Barcelona.

A l'Arxiu Nacional de Catalunya es conserva part del seu fons personal, que consta de documentació en imatge sobre viatges del president arreu de Catalunya i instantànies familiars. Són 302 positius b/n, 2 retalls de premsa, 4 processos fotomecànics, 1 orla (conté 14 positius b/n) i 1 pel·lícula. Són un dipòsit de la senyora Teresa Peyrí i Macià. El fons conté la documentació generada i rebuda per Francesc Macià; documentació personal i familiar, correspondència del període anterior a la 2a República (fins a abril de 1931) i fonamentalment documentació produïda en funció de la seva activitat política. El fons reuneix documents relatius a la seva actuació abans de ser nomenat president de la Generalitat de Catalunya (1907-1931): com a diputat a Corts (discursos, proclames, conferències i informes), sobre Estat Català (organització, informes, proclames, crides, publicacions, etc.), sobre Exèrcit Català (constitució, bases i organització, documentació cartogràfica i itineraris geogràfics) i sobre el període corresponent al Directori del general Primo de Rivera (manifestos i crides contra el directori i especialment la documentació relativa als fets de Prats de Molló). Finalment, també cal destacar la col·lecció de fotografies integrada en la seva major part per imatges de l'època presidencial.
Una altra part del seu fons personal es troba al CRAI Biblioteca del Pavelló de la República de la Universitat de Barcelona. Consta de correspondència rebuda o/i escrita per Joan Agell, escrits de Joan Agell, documents del Centre català de Nova York, documents diversos, escrits diversos i reculls de premsa.

## Homenatges
Existeixen múltiples monuments i escultures rememorant el polític català, com per exemple la plaça de Francesc Macià a Avinguda Diagonal (Barcelona), el parc Francesc Macià a Malgrat de Mar i alguns carrers o places a diverses ciutats com ara Badalona, Esparraguera, Vilafranca del Penedès, Olot, Sabadell, Terrassa, Sant Boi de Llobregat, Gavà, o Vilanova i la Geltrú (el seu lloc d'origen). També té un institut en el seu honor a Cornellà de Llobregat i l'espai Macià a Les Borges Blanques.